# 贝伦-吕布欣
贝伦-吕布欣是德国梅克伦堡-前波莫瑞州的一个市镇。总面积69.10平方公里，总人口996人，其中男性518人，女性478人（2011年12月31日），人口密度14人/平方公里。